# Rumex muellneri
Rumex muellneri är en slideväxtart som beskrevs av Karl Rechinger. Rumex muellneri ingår i släktet skräppor, och familjen slideväxter. Inga underarter finns listade i Catalogue of Life.